# Alsėdžiai
Alsėdžiai est une ville de la Municipalité du district de Plungė à 20 kilomètres de Plungė.
En 2001, la population est de 956 habitants.

## Histoire
Une tribu baltes s'installe sur ce territoire depuis le Mésolithique.
Stanisław Narutowicz, signataire de la Déclaration d'indépendance de la Lituanie est enterré dans le village.
À l'arrivée des allemands en juin 1941, les juifs de la ville sont enfermés dans un ghetto et certains prisonniers contraints aux travaux forcés puis tués.
Le 24 décembre 1941, 24 à 27 femmes juifs et un enfant sont assassinés dans une exécution de masse perpétrée par un einsatzgruppen.